# Junkblokaden
Junkblokaden er en begivenhed, der fandt sted i 1979 og er en af de største og vigtigste vendepunkter i Christianias historie.

## Baggrunden
I vinteren 1977 – 1978 kom kokainen og heroinen til Christiania. De bedre kredse på Christiania begyndte at sniffe kokainen, mens heroinen faldt i pushernes hænder. På et tidspunkt var omkring hver 6. christianit junkie, hvilket var langt flere end man kunne acceptere.

## Planlægning
Christianitterne prøvede på at hjælpe ved at tilbyde nedtrapning, boliger osv., men lige lidt hjalp det. Christianitterne blev hurtigt klar over, at der måtte ske noget drastisk. Der blev holdt et fællesmøde i Den Grå Hal med over 2.000 tilhørere, og få dage efter gik christianitterne i gang. For at få hold på junken var strategien at afbryde forbindelsen mellem pusheren og narkomanen. Problemet var bare, at handlere er brugere og brugere er handlere. Derfor måtte både pusheren og brugeren forlade Christiania.

## Blokaden
Ved Fredens Ark blev hovedindgangene blokeret med christianitter, som holdt vagt døgnet rundt. Alle der skulle ind og ud blev kontrolleret. Hvis man fandt hårde stoffer, blev de smidt på et bål. Personen med stofferne på sig fik tilbuddet om at stoppe sit misbrug eller forlade Christiania. Der blev arrangeret mange "kolde tyrkere", men kun ganske få kom ud af deres misbrug.

## Efterspil
Mange opgav og flyttede væk fra Christiania. Via Junkblokaden blev det i 1990 forbudt at være sprøjtenarkoman i Christiania, og at have det mindste at gøre med nogen form for hårde stoffer. Heroin, amfetamin, kokain og lignende som er hårde stoffer, gav et ½ års udsmidning ved brug og livsvarig udsmidning ved handel med dem.